# Cultivar
 (juillet 2024).
Si vous disposez d'ouvrages ou d'articles de référence ou si vous connaissez des sites web de qualité traitant du thème abordé ici, merci de compléter l'article en donnant les références utiles à sa vérifiabilité et en les liant à la section « Notes et références ».

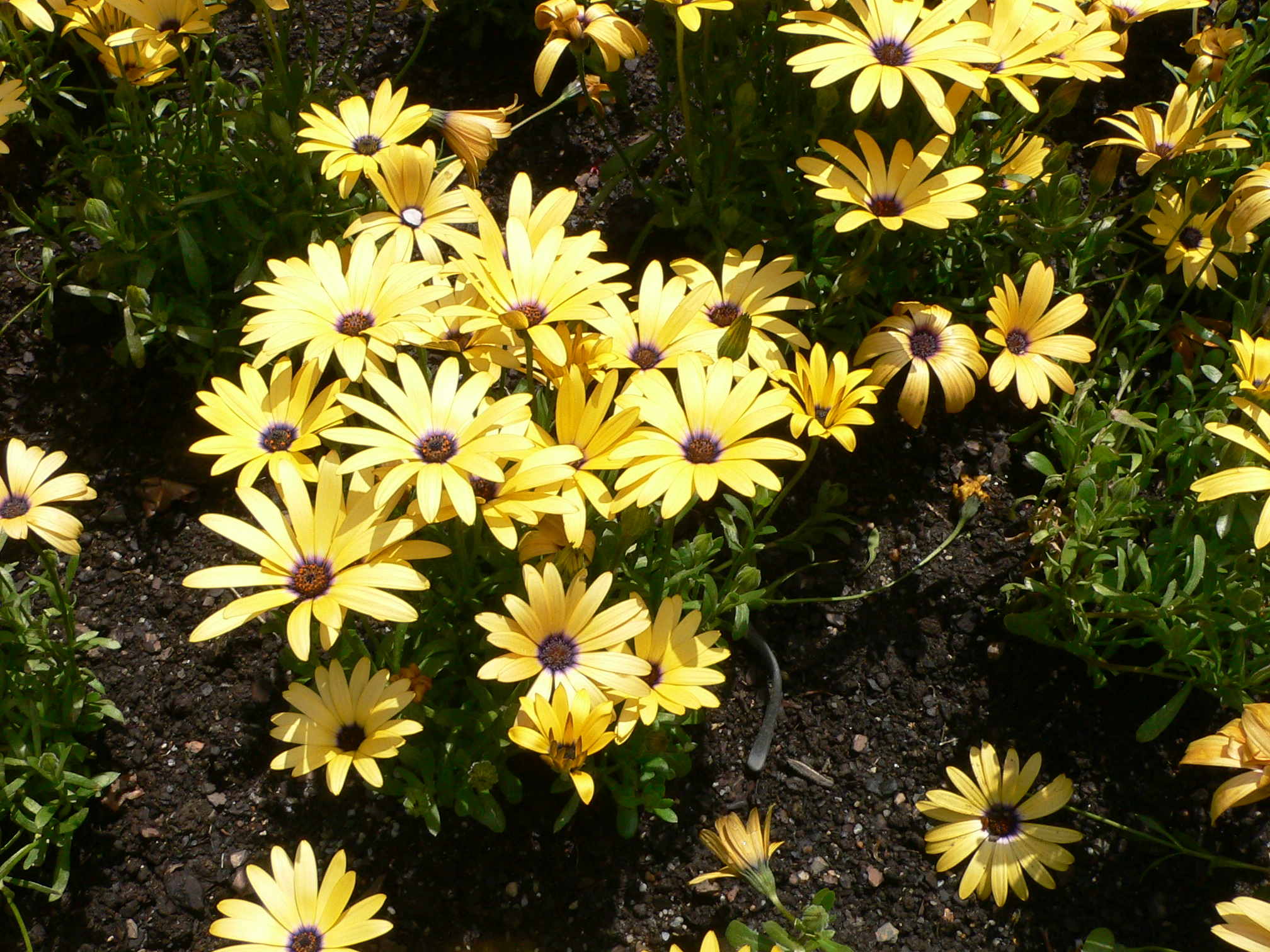
Un cultivar : Osteospermum 'Lemon Symphony'.

Un cultivar est une variété de plante (arbres compris) obtenue en culture, généralement par sélection, pour ses caractéristiques réputées uniques. Il peut s'agir de qualités morphologiques, esthétiques, techniques, de vitesse de croissance (pour les arbres par exemple), d'adaptation à un biotope ou de résistance à certaines maladies.
Le terme « cultivar » est synonyme de « variété cultivée » ou « variété horticole », et plus communément « variété ». Mais il est essentiellement différent de la varietas ou variété botanique.
Les noms de cultivars sont gérés par le Code international pour la nomenclature des plantes cultivées, alors que les noms de varietas le sont par le Code botanique.
Il existe de nombreux types de cultivars. Cette notion existe dès que dans une langue, on dénomme plusieurs types de plantes cultivées reconnaissables par des caractères communs au sein d'une espèce. Les cultivars traditionnels sont donc nécessairement hétérogènes du point de vue du généticien, puisque les paysans et les usagers n'avaient aucune connaissance de ces outils. Les généticiens les qualifient souvent de variétés-populations ou « landraces ».
Avec l'essor de la sélection moderne et des outils génétiques, ainsi que des réglementations, on tend aujourd'hui à restreindre le sens de cultivar à des populations de plantes « distinctes, homogènes et stables », autrement dit aptes à être enregistrées dans les catalogues officiels ou à recevoir un certificat d'obtention végétale.
Le terme « cultivar » désigne également improprement les variétés naturelles mais cultivées dans les jardins et multipliées en pépinière, ainsi que les variétés nées spontanément dans les cultures (écotypes). Pour accroître la confusion, les termes « variété » et « cultivar » sont utilisés d'une manière interchangeable dans le milieu horticole.

## Histoire
Les botanistes ont toujours entretenu une relation compliquée avec les plantes cultivées. Carl von Linné en 1751, ainsi que Lamarck en 1778, considéraient que ces « formes monstrueuses sortaient de l’ordre de la nature », autrement dit qu'elles n'étaient pas dignes de l'intérêt du botaniste. Ce à quoi Augustin Pyrame de Candolle rétorquait : « sous le nom de monstruosités, nous confondons en général tout ce qui sort de l’état habituel des êtres […] il en est qui sont des retours de la nature vers l’ordre symétrique (normal). » (Théorie élémentaire de la botanique…, 1778).
D'autres botanistes se sont mis à donner des noms d'espèce, de sous-espèce ou de variété à de nombreuses plantes cultivées. Linné lui-même a donné des noms à des plantes qui lui paraissaient naturelles alors qu'elles sont un artefact humain.

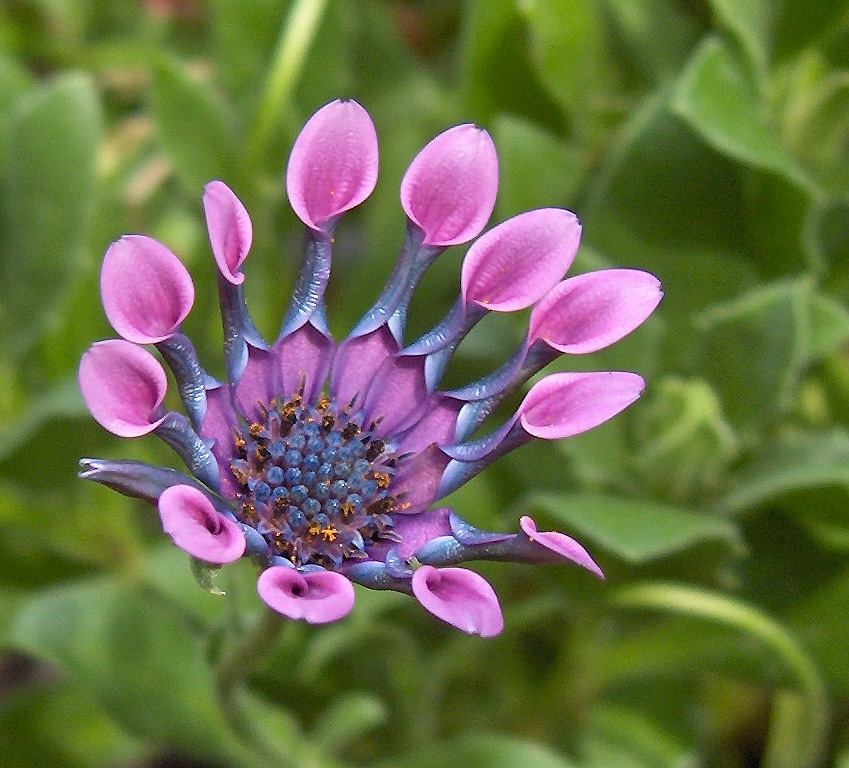
Osteospermum 'Pink Whirls'.

« Cultivar » est un nom masculin apparu dans la langue française au XXe siècle. C'est un emprunt à l'anglais cultivar, mot-valise pour cultivated variety (variété cultivée). Il est utilisé dans le cadre du Code international pour la nomenclature des plantes cultivées.
En viticulture, ce que l'on appelle communément « cépage » (un plant de vigne particulier considéré dans sa spécificité, ou une variété de vigne conduisant à un vin déterminé), correspond à la définition du cultivar.

## Nommage des cultivars
Les cultivars sont nommés conformément aux règles du Code international pour la nomenclature des plantes cultivées (CINPC).

### Guillemets simples
Le nom complet d'un cultivar est composé du nom botanique du taxon (nom latin en italique) auquel le cultivar appartient, qui peut être une sous-espèce, une espèce ou un genre, suivi d'une épithète (de préférence dans une langue vernaculaire) écrite en caractères romains et encadrée de guillemets simples ; par exemple Malus domestica ‘Cripps Pink’, cultivar d'un pommier domestique.
« Les guillemets simples sont généralement obtenus typographiquement soit en utilisant (‘) au début et (’) à la fin d'une épithète comme cela est fait tout au long de ce code, ou autrement en utilisant l'apostrophe (') ou tout autre signe de démarcation comme (´) de part et d'autre de l’épithète. Ex. 1. Iris ‘Cantab’, Iris 'Cantab', ou Iris ´Cantab´ ».
Un nom de cultivar est libre d'utilisation.

### Cultivar vs marque déposée
Pour les cultivars d'obtention récente, en particulier pour les plantes à multiplication végétative, de nombreux obtenteurs cherchent à protéger leurs cultivars en leur donnant aussi une marque commerciale et des dénominations commerciales. Ces marques peuvent s'appliquer à un seul cultivar, ou à des ensembles de cultivars. Les marques relèvent du droit privé et ne sont pas libres d'utilisation. Dans l'exemple ci-dessus, le ‘Cripps Pink’ est habituellement vendu sous la marque déposée Pink Lady. Pour utiliser cette marque, le producteur doit signer un contrat et respecter un cahier des charges.
Pour les plantes ornementales comme les roses, les pratiques vont plus loin. Les noms connus et prestigieux sont en fait des marques commerciales. Le nom de cultivar, obligatoire, est un code imprononçable. Les obtenteurs estiment en effet que le certificat d'obtention végétale (COV) ne les protège pas assez, et toute leur communication porte sur les marques.

## Reproduction
Les cultivars ont des constitutions génétiques très variées. Ils peuvent être des populations plus ou moins hétérogènes, ou des lignées pures issues de ces populations. Dans ce dernier cas, on peut ressemer les graines obtenues pendant un certain nombre d'années.
Pour les plantes allogames d'intérêt économique, le modèle des hybrides F1 s'est largement diffusé. Il permet à l'obtenteur d'avoir une protection technique de son cultivar, et à l'agriculteur un produit homogène et fiable. La production des semences d'hybrides F1 se fait dans le cadre d'une filière qui implique l'obtenteur (qui multiplie les lignées parentales), des agriculteurs-multiplicateurs (qui cultivent côte-à-côte les lignées mâle et femelle, et récoltent les semences F1) et des producteurs finaux. Ceux-ci ne peuvent pas dans la pratique utiliser leurs semences, puisqu'à la génération F2, il y a disjonction des caractères, et le produit sera trop hétérogène pour les besoins du marché.
Pour les plantes à multiplication végétative (tubercules, bulbes, rejets, stolons, arbres greffés…), le cultivar est un clone ou un ensemble de clones indistinguables.

### Cultivars de fruits et légumes

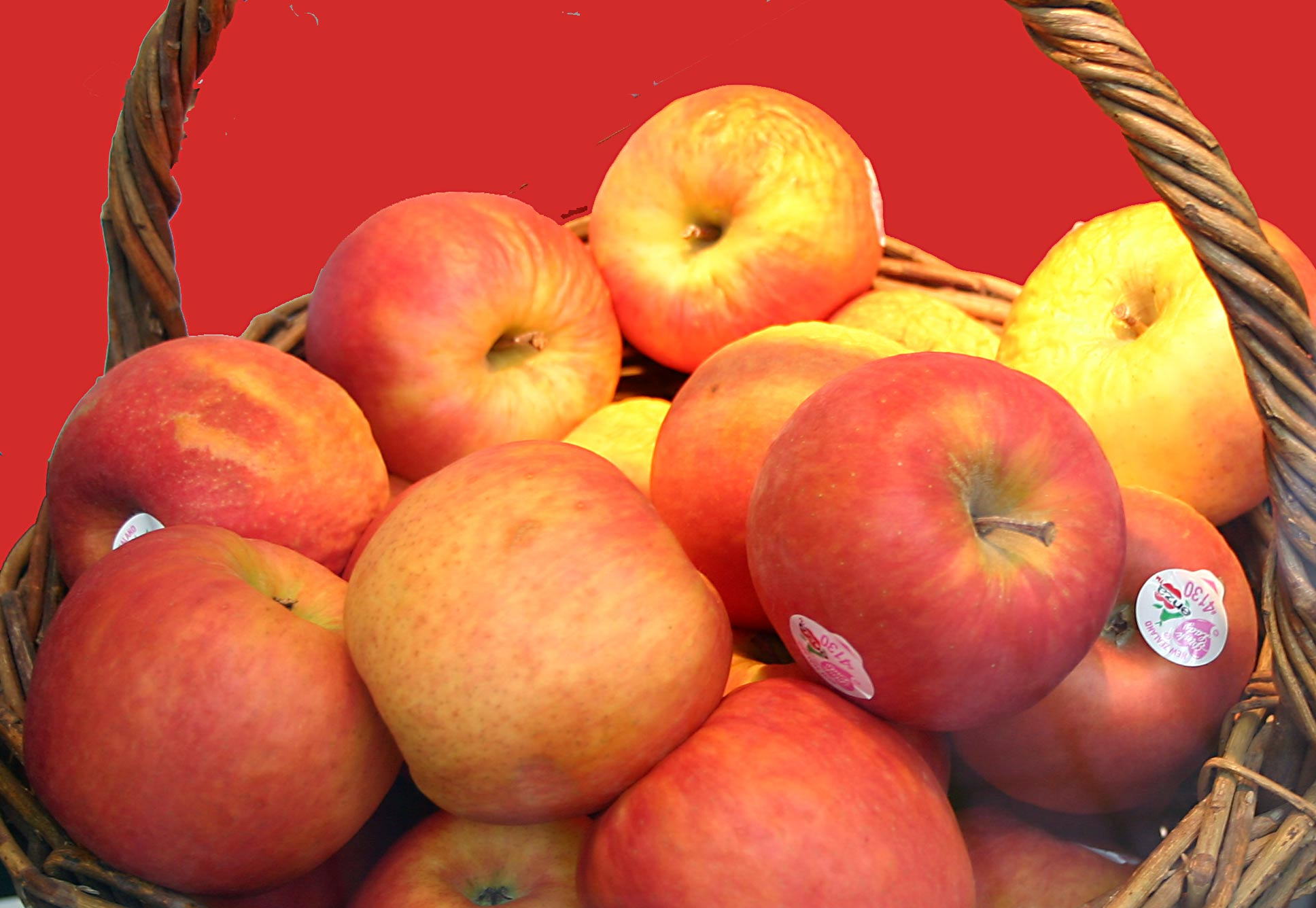
Un cultivar de pommier célèbre, le Malus pumila 'Cripps Pink' (COV), qui donne les pommes appelées Pink Lady

L'industrie agricole et les centres de recherches en agronomie testent en permanence de nouveaux croisements pour arriver à créer des cultivars réunissant toutes les qualités requises (bon goût, bel aspect, facile à cultiver en masse, production régulière et uniforme, peu sensible aux maladies ou aux intempéries) mais la création de nouveaux cultivars est longue car il faut parfois plusieurs dizaines d'années pour s'assurer que toutes ces conditions sont bien réunies. Ainsi, par exemple, pour chacune des 7 000 variétés de pommes nommées, il a fallu semer une graine, attendre la première mise à fruit (5 à 10 ans selon les cultivars) puis goûter les fruits obtenus pendant quelques années pour vérifier leurs qualités organoleptiques (très fort pourcentage de déchet), l'uniformité de la production, attendre un hiver très froid pour tester la rusticité de l'arbre, s'assurer d'une bonne résistance aux maladies pendant au moins les dix années suivantes. Une fois toutes ces étapes franchies et s'il souhaite protéger sa « création », l'obtenteur peut obtenir un certificat d'obtention végétale afin de pouvoir commencer à la diffuser commercialement.

### Inscription des cultivars

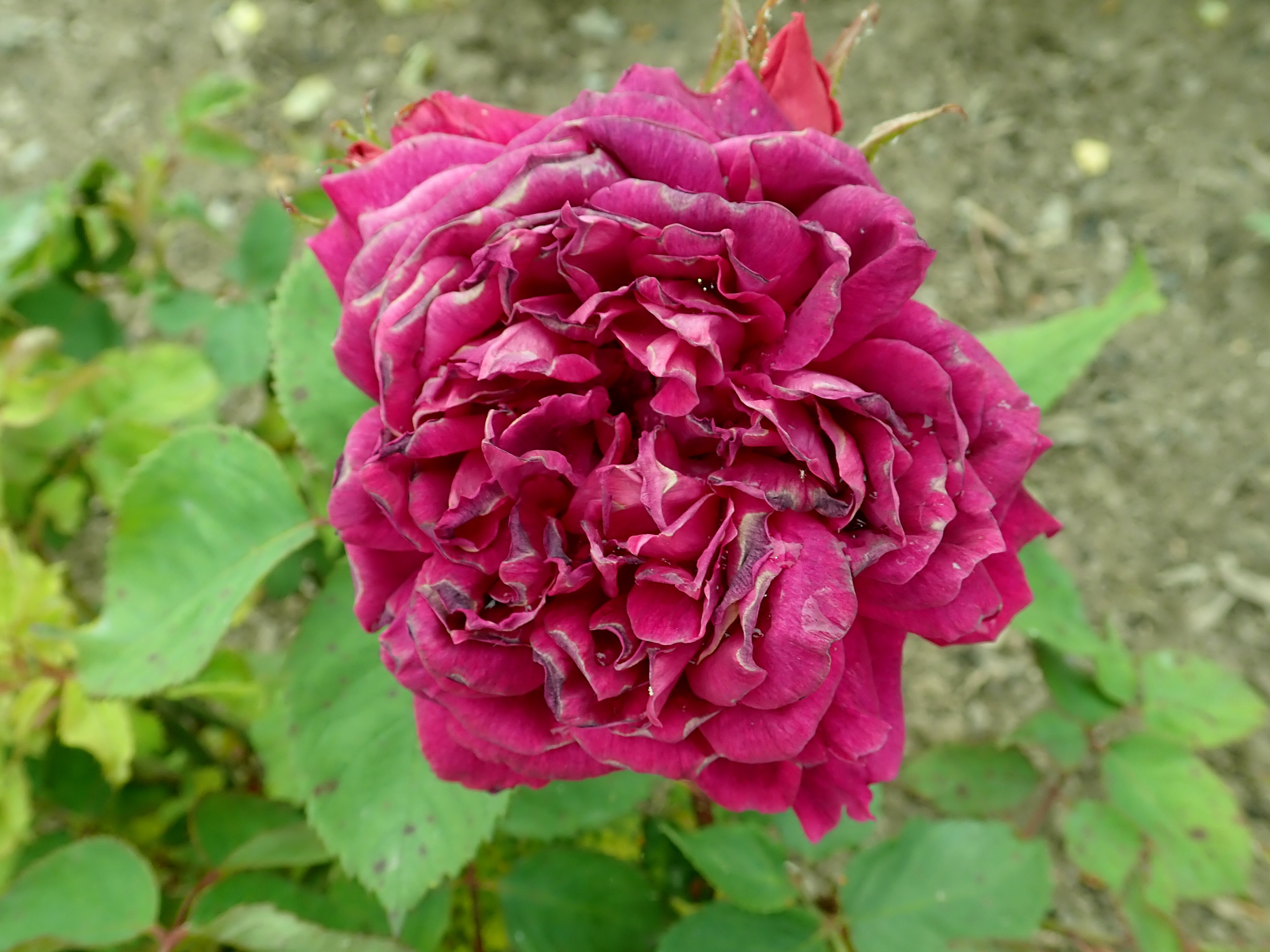
Souvenir d'Alphonse Lavallée, cultivar de rosier.

Le Catalogue officiel français des espèces et variétés végétales répertorie les cultivars multipliés et commercialisés en France, de même le Catalogue officiel européen, ceux de l'Europe. Pour le commerce international, la liste des variétés certifiables est publiée chaque année, selon les Systèmes de semences de l'OCDE.

## Caractéristiques des cultivars en France
En France, les caractéristiques des variétés sont étudiées par le GEVES à la demande du CTPS en vue de leur inscription par le Ministère de l'Agriculture au Catalogue. Ces caractéristiques peuvent être consultées en ligne sur le site du Geves.